# Чемпионат мира по шоссейным велогонкам 2011
84-й Чемпионат мира по шоссейному велоспорту прошёл в столице Дании Копенгагене с 19 сентября по 25 сентября 2011 года. Традиционно в рамках чемпионата были проведены шоссейные групповые гонки и индивидуальные гонки на время с раздельного старта среди мужской элиты, женской элиты и мужчин в возрасте до 23 лет, кроме того в рамках чемпионата дебютировали юниоры обоих полов. Главную гонку, мужскую шоссейную, в групповом спринте выиграл основной фаворит Марк Кавендиш. Победитель 4 из 5 последних разделок мировых первенств Фабиан Канчеллара уступил свой титул Тони Мартину. В групповой женской гонке второй год подряд первенствовала Джорджия Бронцини; уникальная неудачница Марианн Вос отметила слезами пятую серебряную медаль подряд. После пяти подиумов 35-летняя Юдит Арндт всё же стала чемпионкой мира в разделке.

## Программа чемпионата
Время местное (UTC+2).
| Дата проведения      | Время старта         | Соревнование                |                      |                      |
| Индивидуальные гонки | Индивидуальные гонки | Индивидуальные гонки        | Индивидуальные гонки | Индивидуальные гонки |
| -------------------- | -------------------- | --------------------------- | -------------------- | -------------------- |
| 19 сентября          | 10:00                | Юниорки (13.9 км)           |                      |                      |
| 19 сентября          | 13:00                | Мужчины до 23 лет (35.2 км) |                      |                      |
| 20 сентября          | 9:30                 | Юниоры (27.8 км)            |                      |                      |
| 20 сентября          | 14:00                | Женщины (27.8 км)           |                      |                      |
| 21 сентября          | 12:30                | Мужчины (46.4 км)           |                      |                      |
| Групповые гонки      |                      |                             |                      |                      |
| 23 сентября          | 9:30                 | Юниорки                     |                      |                      |
| 23 сентября          | 13:00                | Мужчины до 23 лет           |                      |                      |
| 24 сентября          | 9:00                 | Юниоры                      |                      |                      |
| 24 сентября          | 13:30                | Женщины                     |                      |                      |
| 25 сентября          | 10:00                | Мужчины                     |                      |                      |

## Результаты чемпионата
| Велогонка            | Золото                         | Золото     | Серебро                          | Серебро    | Бронза                         | Бронза      |
| -------------------- | ------------------------------ | ---------- | -------------------------------- | ---------- | ------------------------------ | ----------- |
| Мужская элита        |                                |            |                                  |            |                                |             |
| Групповая гонка      | Марк Кавендиш · Великобритания | 5ч 40' 27" | Мэттью Госс · Австралия          | +0"        | Андре Грайпель · Германия      | +0"         |
| Индивидуальная гонка | Тони Мартин · Германия         | 53' 43.85" | Брэдли Уиггинс · Великобритания  | +1' 15.83" | Фабиан Канчеллара · Швейцария  | +1' 20.59"  |
| Мужчины до 23 лет    |                                |            |                                  |            |                                |             |
| Групповая гонка      | Арно Демар · Франция           | 3ч 53' 16" | Адриен Пети · Франция            | +0"        | Эндрю Фенн · Великобритания    | +0"         |
| Индивидуальная гонка | Люк Дарбридж · Австралия       | 42' 47.13" | Расмус Кводе · Дания             | +0' 35.68" | Майкл Хепбёрн · Австралия      | +0' 46.47"  |
| Женская элита        |                                |            |                                  |            |                                |             |
| Групповая гонка      | Джорджия Бронцини · Италия     | 3ч 21' 28" | Марианна Вос · Нидерланды        | +0"        | Ина-Йоко Тойтенберг · Германия | +0"         |
| Индивидуальная гонка | Юдит Арндт · Германия          | 37' 07.38" | Линда Виллюмсен · Новая Зеландия | +0' 21.73" | Эмма Пули · Великобритания     | +0' 24.13"  |
| Юниоры               |                                |            |                                  |            |                                |             |
| Групповая гонка      | Пьер-Анри Лекюизинье · Франция | 2ч 48' 58" | Мартейн Дегрев · Бельгия         | +0"        | Стевен Ламмертинк · Нидерланды | +0"         |
| Индивидуальная гонка | Мадс Вюрц Шмидт · Дания        | 35' 07.68" | Джеймс Орам · Новая Зеландия     | +0' 04.11" | Дэвид Эдвардс · Австралия      | +00' 20.79" |
| Юниорки              |                                |            |                                  |            |                                |             |
| Групповая гонка      | Люси Гарнер · Великобритания   | 1ч 46' 17" | Джесси Дрёйтс · Бельгия          | +0"        | Кристина Сиггорд · Дания       | +0"         |
| Индивидуальная гонка | Джессика Аллен · Австралия     | 19' 18.63" | Элинор Баркер · Великобритания   | +0' 01.84" | Мики Крёгер · Германия         | +0' 02.80"  |

## Групповая гонка (мужчины)

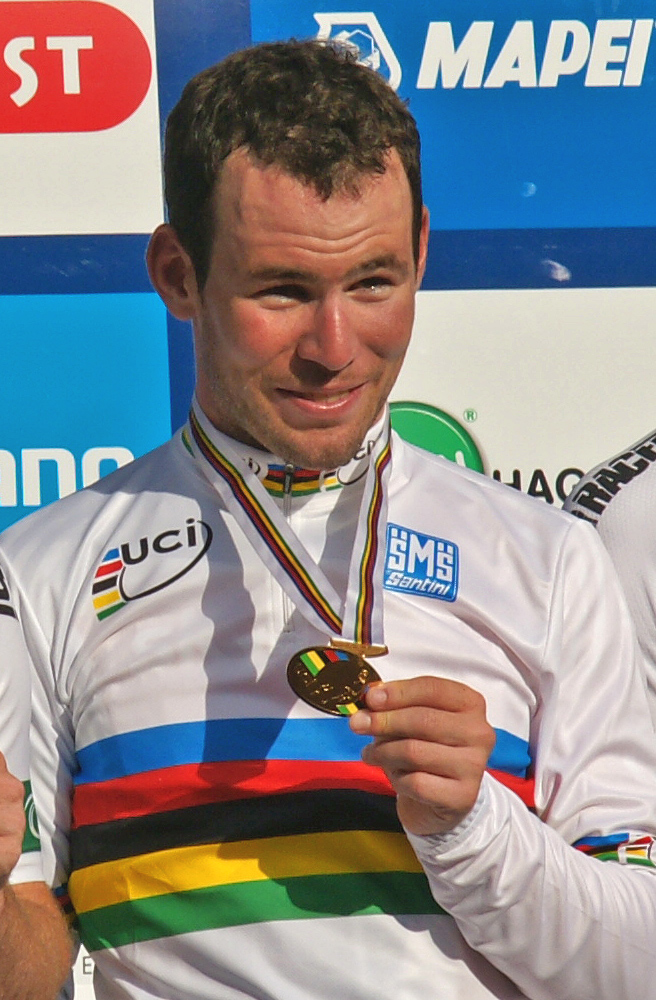
Марк Кавендиш с золотой медалью чемпиона мира

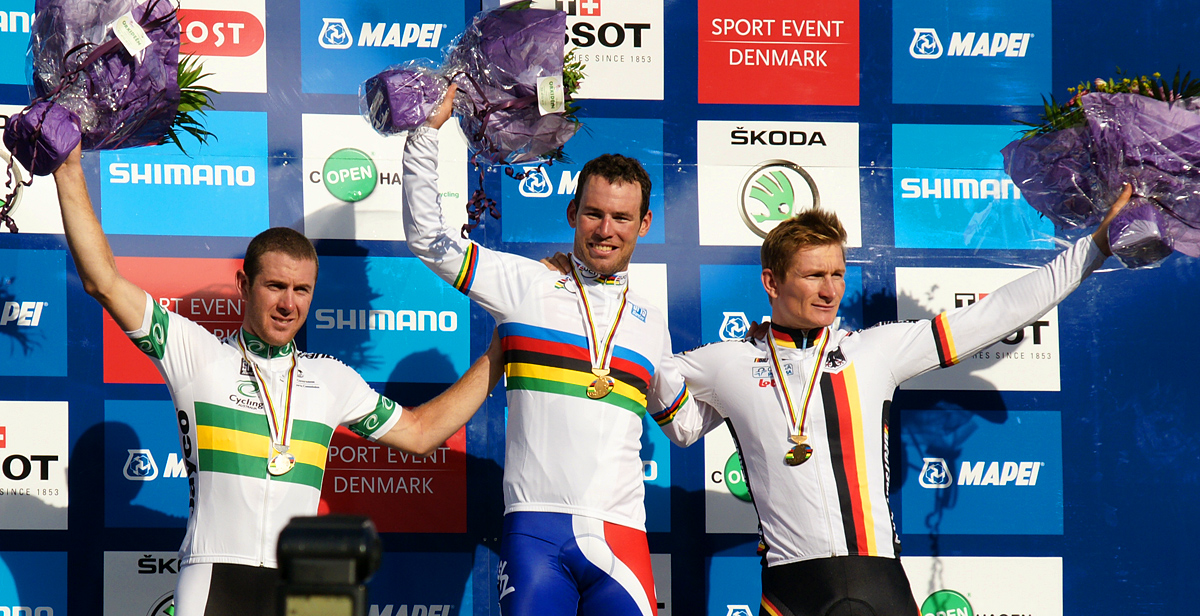
Призёры мужской групповой гонки

266-километровая гонка состояла из 28-километрового стартового участка и следующих за ним 17 кругов по 14 километров, с 4-процентным подъёмом на заключительных 500 метрах. Вначале в отрыв ушла 7-ка гонщиков из разных сборных, трое из которых представляли Astana. На середине дистанции к ним перебрались ещё несколько гонщиков, включая двух бельгийцев. За 70 километров до финиша произошёл завал, после которого некоторые гонщики, включая Франка Шлека, сошла. Треть гонщиков из-за этого навсегда потеряла контакт с пелотоном, в их числе оказался действующий чемпион Тур Хусховд. Британская сборная всю гонку возглавляла пелотон, и на предпоследнем круге догнала отрыв, имевший 8 минут максимального преимущества. Последний круг в одиночку пелотон раскатывал Брэдли Уиггинс, ему удалось настигнуть позднюю попытку отрыва трёх гонщиков во главе с Томасом Фёклером. За 4 километра до финиша Уиггинс сдал смену, и тут же пятеро гонщиков Австралии выстроили свой поезд. Затем началась чехарда с попытками множества сборных вывести своих спринтеров вперёд, пелотон возглавляли немцы и итальянцы, а Даниэле Беннати задолго до финиша оказался вторым в голове пелотона. На последнем километре австралийцы вернулись на первые позиции, Марк Кавендиш оказался заблокированным на правом краю. За 200 метров до финиша ему удалось вылезти в открывшееся всё-таки окно, и он на полколеса обошёл Мэттью Госса. Пара сантиметров в пользу немца разделила Андре Грайпеля и Фабиана Канчеллару в борьбе за бронзовую медаль. Все трое призёров в 2010 году представляли HTC-Highroad, Госс и в сезон чемпионата работал оруженосцем Кавендиша в доживавшей последние дни команде.
|    | Гонщик                      | Время                  |
| -- | --------------------------- | ---------------------- |
| 1  | Марк Кавендиш (GBR)         | 5ч 40' 27" (46,8 км/ч) |
| 2  | Мэттью Госс (AUS)           | + 0                    |
| 3  | Андре Грайпель (GER)        | + 0                    |
| 4  | Фабиан Канчеллара (SUI)     | + 0                    |
| 5  | Юрген Руландтс (BEL)        | + 0                    |
| 6  | Ромен Фейю (FRA)            | + 0                    |
| 7  | Борут Божич (SLO)           | + 0                    |
| 8  | Эдвальд Боассон Хаген (NOR) | + 0                    |
| 9  | Оскар Фрейре (ESP)          | + 0                    |
| 10 | Тайлер Фаррар (USA)         | + 0                    |

## Индивидуальная гонка (мужчины)

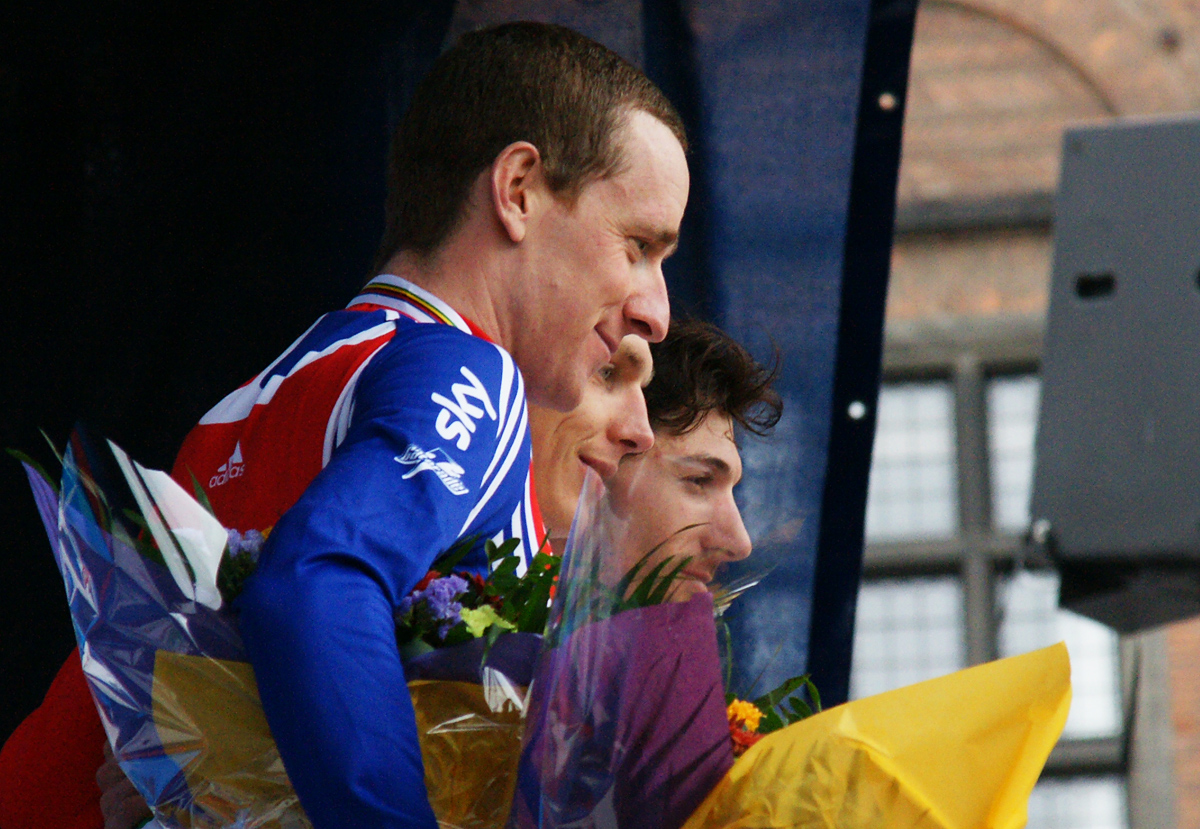
Уиггинс, Мартин и Канчеллара на подиуме

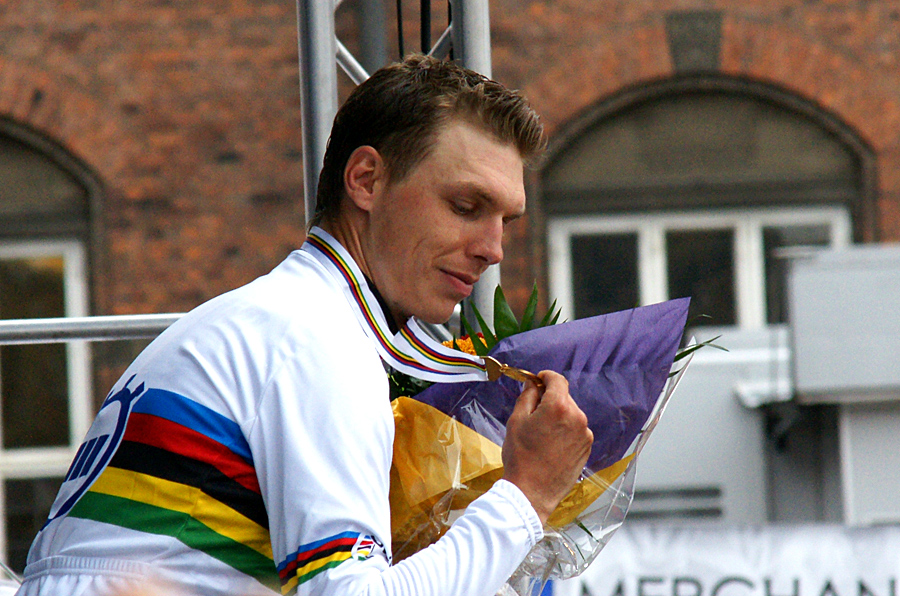
Тони Мартин с золотой медалью

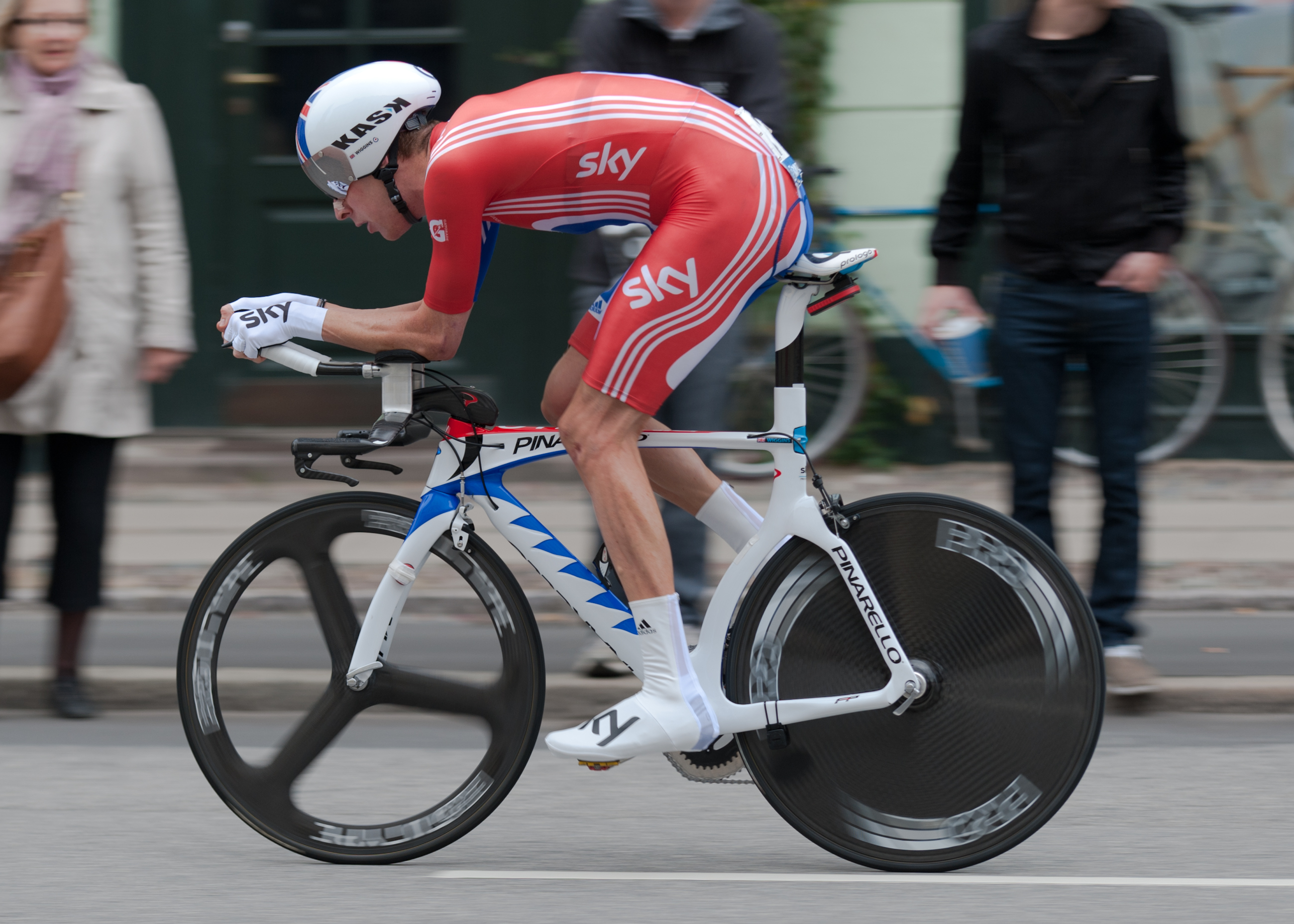
Многократный чемпион мира на треке Брэдли Уиггинс едет к своей первой награде на шоссейных чемпионатах

На старт вышли 65 гонщиков, по 16-17 в 4 группах. Интервал между гонщиками — 1,5 минуты, между группами — 37,5 минуты. 65-й номер стартовал первым, 1-й — последним; все фавориты стартовали в последней группе, первая тройка прошлого чемпионата стартовала последней в обратном порядке. Предсказывалась дуэль за победу между действующим чемпионом Фабианом Канчелларой и бронзовым призёром Тони Мартином. На Тур де Франс и Вуэльте Мартин выиграл длинные разделки, а Канчеллара проигрывал ему более минуты. Однако швейцарец снялся с последних этапов испанской супермногодневки (она завершилась за полторы недели до разделки чемпионата мира), чтобы подготовиться к мировому первенству, и готовился дать бой немцу. Утром перед гонкой прошёл дождь, и первая группа ехала по влажной трассе; небольшой дождь пролился и во время прохождения дистанции третьей группой. До финиша гонщиков последней группы протокол возглавлял казахстанец Александр Дьяченко, в итоге откатившийся на 9-е место. 22-летний австралиец Джек Бобридж под 14-м номером опередил его сразу на минуту, что в итоге принесло ему 5-ю позицию. 
За бронзовую медаль боролись опередивший Мартина на чемпионате Германии Берт Грабш, крутивший очень тяжёлую передачу, и третий призёр Вуэльты Брэдли Уиггинс. Долгое время они шли вровень, но на втором круге британец привёз сопернику 15 секунд. Мартин со старта начал набирать преимущество над Канчелларой, в какой-то момент тому удалось стабилизировать отрыв в районе 10-15 секунд. Однако затем швейцарец продолжил уступать графику Мартина, и на втором круге проигрывал ему уже почти минуту, опережая лишь на 15 секунд Уиггинса. Отличное прохождение городских поворотов не раз приносило Канчелларе победу в прологах многодневок, но, фактически находясь в нокауте, он начал заходить в повороты по неправильным траекториям, и на выходе из очередного прислонился к щитам. Эта ошибка стоила ему серебряной медали, а знавший о его трудностях Мартин финишировал с триумфально вскинутыми руками. Как и в женской разделке, финишировавший в первой десятке гонщик гарантировал своей сборной расширенную квоту в разделке Олимпиады в Лондоне (2 спортсмена).
|    | Гонщик                   | Время                  |
| -- | ------------------------ | ---------------------- |
| 1  | Тони Мартин (GER)        | 53' 43.85" (51,6 км/ч) |
| 2  | Брэдли Уиггинс (GBR)     | + 1' 15.83"            |
| 3  | Фабиан Канчеллара (SUI)  | + 1' 20.59"            |
| 4  | Берт Грабш (GER)         | + 1' 31.76"            |
| 5  | Джек Бобридж (AUS)       | + 2' 13.86"            |
| 6  | Ричи Порт (AUS)          | + 2' 29.54"            |
| 7  | Дэвид Миллар (GBR)       | + 2' 45.62"            |
| 8  | Лиуве Вестра (NED)       | + 3' 18.52"            |
| 9  | Александр Дьяченко (KAZ) | + 3' 19.76"            |
| 10 | Якоб Фуглсанг (DEN)      | + 3' 30.59"            |

## Групповая гонка (андеры)
168-километровая гонка состояла из 12 кругов по 14 километров, с 4-процентным подъёмом на заключительных 500 метрах. Вскоре после старта 155 участников начались попытки побегов, в конце первого круга сумел уехать бразилец Карлос Манарелли, позже к нему присоединился итальянец Джанлука Леонарди. Их преимущество достигало четырёх минут, но за 40 километров до финиша пелотон их настиг. Пошла новая волна атак, в отрыв отобралась интернациональная шестёрка, которая растворилась в пелотоне за круг до финиша. Первая половина заключительного круга прошла в неудачных попытках создать поздний отрыв, после чего скорость снизилась и начались затыки с падениями. Пелотон возглавили австралийцы, за ними следовали группы итальянцев, нидерландцев, французов и немцев. За 2 километра до финиша по левому краю в голову подтянулась британская 4-ка. Она успешно вышла из последнего поворота, но слишком рано выставила своего спринтера, Эндрю Фенна. Француз Адриен Пети успешно раскатил Арно Демара, после чего сел ему на колесо и вслед за партнёром победно вскинул руки на финише. Фенн проиграл Пети 2 велосипеда, и лишь на полколеса обошёл немца Рюдигера Зелига.
|    | Гонщик                  | Время                  |
| -- | ----------------------- | ---------------------- |
| 1  | Арно Демар (FRA)        | 3ч 53' 16" (43,4 км/ч) |
| 2  | Адриен Пети (FRA)       | + 0                    |
| 3  | Эндрю Фенн (GBR)        | + 0                    |
| 4  | Рюдигер Зелиг (GER)     | + 0                    |
| 5  | Марко Халлер (AUT)      | + 0                    |
| 6  | Филиппо Фортин (ITA)    | + 0                    |
| 7  | Ваутер Випперт (NED)    | + 0                    |
| 8  | Алексей Цатевич (RUS)   | + 0                    |
| 9  | Тош Ван дер Санде (NED) | + 0                    |
| 10 | Андрис Смирновс (LAT)   | + 0                    |

## Индивидуальная гонка (андеры)

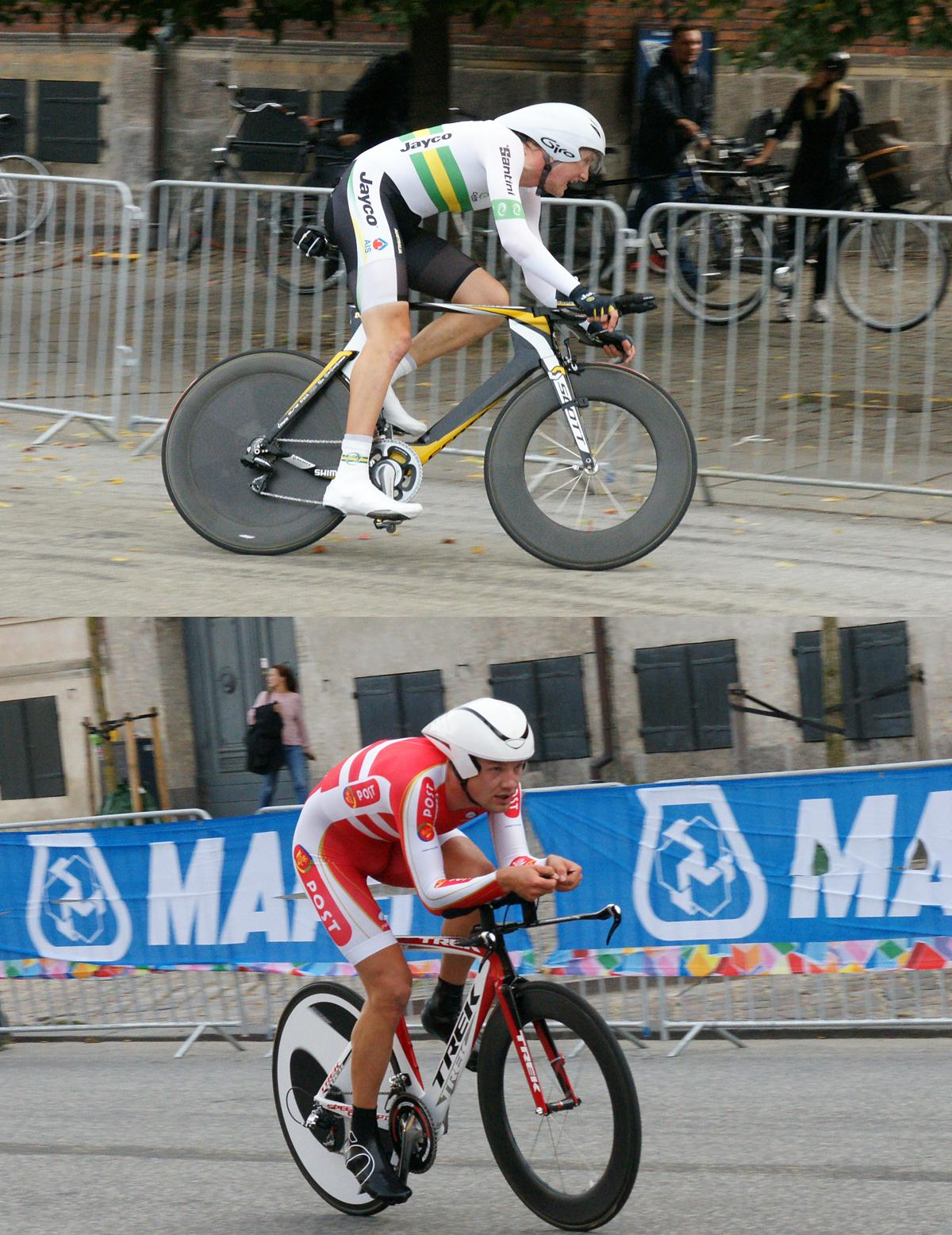
Заочная дуэль Люка Дарбриджа и Расмуса Кводе

На старт вышли 65 гонщиков, по 13 в 5 группах. Интервал между гонщиками — 1,5 минуты, между группами — 32 минуты. 65-й номер стартовал первым, 1-й — последним; многие фавориты имели первые номера и стартовали последними. Действующий чемпион Тейлор Финни заявился на взрослую гонку, вице-чемпион Люк Дарбридж назывался главным фаворитом. Его главным соперником считался Расмуса Кводе, которому также должны были помочь родные стены. Гонка оправдала прогнозы, никто из «тёмных лошадок» не сумел включиться в борьбу за медали. Гонщики преодолели 2 круга по 17,6 километра. Австралия воспользовалась расширенной квотой из трёх человек, и слабейший из них, Дамьен Хоусон, возглавил протокол после финиша первой группы; в итоге он финишировал 9-м. Россиянин Антон Воробьёв выиграл почти минуту у ближайшего соперника из второй группы и стал претендентом на медаль. Второй австралиец Майкл Хепбёрн стартовал в третьей группе и за треть дистанции до конца опережал россиянина более чем на полминуты. Однако рискованное прохождение поворотов вышло ему боком, и падение стоило Хепбёрну около 30 секунд. На финише он всё же сумел опередить Воробьёва на 12 секунд. Открывавший последнюю группу Куоде загнал себя на первом круге, и второй давался ему с видимым трудом; сразу после финиша датчанин лёг на шоссе. Он проигрывал графику Хепбёрна до падения австралийца, и на финише выиграл у него всего 10 секунд. Барбридж первый круг также прошёл со слишком высоким темпом и испытывал проблемы с дыханием, однако на втором вработался в свой ритм и уверенно выиграл у серебряного призёра 35 секунд.
|    | Гонщик         | Время                |
| -- | -------------- | -------------------- |
| 1  | Люк Дарбридж   | 42.47,13 (49,4 км/ч) |
| 2  | Расмуса Кводе  | 43:22,81             |
| 3  | Майкл Хепбёрн  | 43:33,60             |
| 4  | Антон Воробьёв | 43:46,12             |
| 5  | Яспер Хамелинк | 44:40,07             |
| 6  | Джейсон Кристи | 44:47,61             |
| 7  | Луис Мас       | 44:51,31             |
| 8  | Том Дюмаулин   | 44:51,84             |
| 9  | Дамьен Хоусон  | 44:53,09             |
| 10 | Руди Молар     | 44:56,80             |

## Медальный зачёт
| Место | Страна         | Золотая медаль | Серебряная медаль | Бронзовая медаль | Всего |
| ----- | -------------- | -------------- | ----------------- | ---------------- | ----- |
| 1     | Великобритания | 2              | 2                 | 2                | 6     |
| 2     | Австралия      | 2              | 1                 | 2                | 5     |
| 3     | Франция        | 2              | 1                 | 0                | 3     |
| 4     | Германия       | 2              | 0                 | 3                | 5     |
| 5     | Дания          | 1              | 1                 | 1                | 3     |
| 6     | Италия         | 1              | 0                 | 0                | 1     |
| 7     | Бельгия        | 0              | 2                 | 0                | 2     |
| 7     | Новая Зеландия | 0              | 2                 | 0                | 2     |
| 9     | Нидерланды     | 0              | 1                 | 1                | 2     |
| 10    | Швейцария      | 0              | 0                 | 1                | 1     |
| Итого | Итого          | 10             | 10                | 10               | 30    |